# Federigo De Larderel
Federigo De Larderel (Livorno, 21 aprile 1815 – Firenze, 29 gennaio 1876) è stato un politico italiano.

## Biografia
Figlio primogenito di Francesco de Larderel, dal 1870 al 1874 fu sindaco di Livorno. Tra il 1859 e il 1876 fu anche preposto della Venerabile Arciconfraternita della Misericordia di Livorno.
I suoi funerali si tennero, a Livorno, nella chiesa di Sant'Andrea, mentre la sepoltura ebbe luogo nella cappella di famiglia, presso il cimitero di San Matteo.